# Agnes Benidickson
Agnes McCausland Benidickson CC (* 19. August 1920 in Chaffeys Locks, Kanada; † 23. März 2007 in Ottawa, Kanada) war eine kanadische Rechtswissenschaftlerin. Sie war die erste Kanzlerin der Queen’s University in Kingston (Ontario).

## Leben und Werk

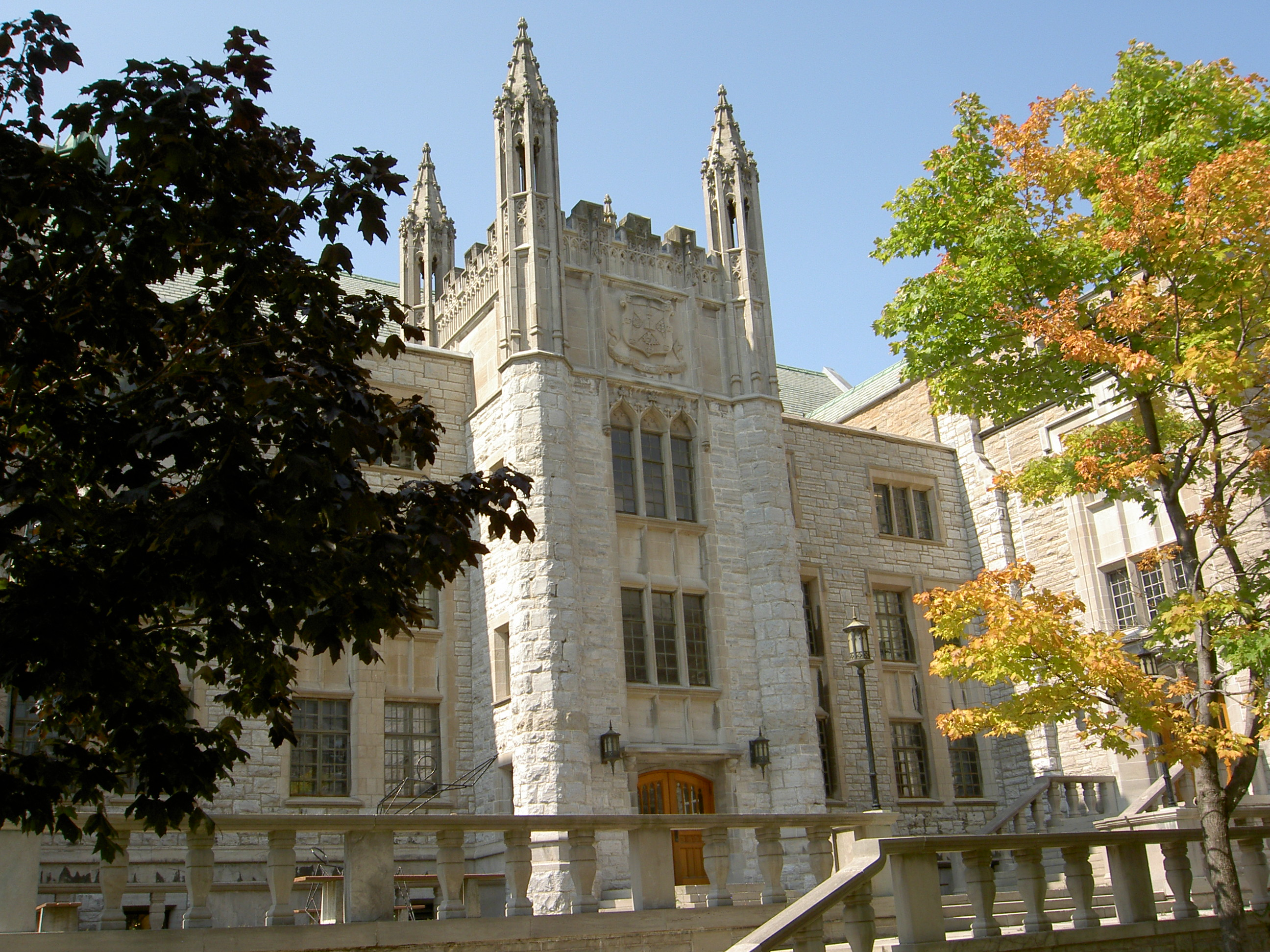
Douglas-Bibliothek der Queen’s University

Benidickson war die älteste Tochter des Geschäftsmannes James Armstrong Richardson Sr. und Muriel Sprague Richardson. Ihr Vater wurde 1929 der 6. Kanzler der Queen’s University und ihr Bruder James Armstrong Richardson war Kabinettsminister in der Regierung von Pierre Trudeau. Sie verbrachte ihre Jugendzeit in Winnipeg und studierte an der Queens University. Sie erhielt dort 1941 ihren Bachelor-Abschluss sowie 1979 einen LL.D. Abschluss.
Während des Zweiten Weltkriegs war sie in der Winnipeg-Abteilung des Kanadischen Roten Kreuzes aktiv. 1947 heiratete sie den Politiker und Senator William Benidickson, mit dem sie drei Kinder bekam.
1969 wurde sie in das Kuratorium der Queen’s University gewählt und war von 1975 bis 1980 dessen stellvertretende Vorsitzende. Von 1980 bis 1996 war sie die erste Kanzlerin der Queen’s University.
Von 1972 bis 1974 war sie Präsidentin des Canadian Council on Social Development und von 1979 bis 1983 Präsidentin der National Association of Canadian Clubs. Sie war sechs Jahre lang kanadische Vertreterin des Volunteer Committee of Art Museums of the United States und war Co-Vorsitzender in Kanada. Sie war emeritierte Direktorin des privat geführten Unternehmens James Richardson & Sons und war 14 Jahre lang im Vorstand des National Trust and Mutual Life.
Benidickson starb 2007 im Alter von 86 Jahren in Ottawa.
Die höchste Auszeichnung der Queen’s University für studentische Verdienste um die Universität, der Agnes Benidickson Tricolor Award, ist ihr zu Ehren benannt. Empfänger des Agnes Benidickson Tricolor Award erhalten die Aufnahme in die Agnes Benidickson Tricolor Society.
Ihr zu Ehren wurde an der Queen’s University eine Campus-Grünfläche Agnes Benidickson Field benannt. 2010 wurde der Ostflügel von Summerhill als Benidickson House benannt.

## Auszeichnungen
- 1987: Order of Canada[5]
- 1987: Ehrendoktorwürde der University of British Columbia
- 1991: Order of Ontario
- 1992: Ehrendoktorwürde der University of Manitoba
- 1998: Companion des Order of Canada